# Coupe de France 1931/32
Der Wettbewerb um die Coupe de France in der Saison 1931/32 war die 15. Ausspielung des französischen Fußballpokals für Männermannschaften. In diesem Jahr meldeten 438 Vereine. Es war die letzte Saison vor Einführung des Professionalismus im Fußball Frankreichs.
Titelverteidiger war der Club Français Paris, der in diesem Jahr aber bereits frühzeitig ausschied. Gewinner der Trophäe wurde die Association Sportive Cannes. Dies war ihr erster Pokalsieg bei der bis heute (2021) einzigen Finalteilnahme. Auch Endspielgegner Racing Club Roubaix hatte zuvor noch kein Finale bestritten; die Nordfranzosen sollten allerdings im Jahr darauf erneut auf dem Rasen des Olympiastadions stehen.
Nach den auf regionaler Ebene organisierten Qualifikationsrunden setzte die Pokalkommission des Landesverbands FFF für Zweiunddreißigstel- und Sechzehntelfinale sämtliche Begegnungen fest, für die erste Runde auch das Heimrecht. Dabei spielten Fragen der Reisedistanzen im großflächigen Frankreich ebenso eine Rolle wie die Qualität der an den jeweiligen Orten vorhandenen Spielstätten und der Infrastruktur. Ab dem Sechzehntelfinale fanden die Partien auf neutralem Platz statt, ab dem Achtelfinale wurden die Paarungen frei ausgelost. Endete eine Begegnung nach Verlängerung unentschieden, kam es zu einem oder mehreren Wiederholungsspielen.

## Zweiunddreißigstelfinale
Spiele am 20., Wiederholungsmatch am 27. Dezember 1931
| - RC Lens – AS Troyes-Savinienne 6:1 - SO Montpellier – FA Illkirch-Graffenstaden 6:1 - Olympique Marseille – Stade Enghien-Ermont 3:0 - FC Lorient – SC La Bastidienne Bordeaux 5:1 - Olympique Lille – JA Saint-Ouen 5:1 - CD Español Bordeaux – Olympique Alès 0:1 n. V. - UL Moyeuvre Grande – Iris Club Lillois 1:3 - Le Havre AC – SC Abbeville 5:3 - USA Clichy – JA Saint-Servan 5:1 - AS Cannes – SC Saint-Étienne (a) - ES Bully – AS Strasbourg 1:1 n. V., 3:1 - US Boulogne – SC Reims 3:0 - SA Girondins Bordeaux – US Suisse Paris 1:0 - RC Arras – US Belfort 3:4 - FC Mulhouse 1893 – SC Lourches 4:0 - AC Amiens – CA Saint-Aubin 8:1 | - Club Français Paris – FC Grasse 8:1 - Racing Strasbourg – US Annemasse 1:2 - US Saint-Servan – Stade Bordeaux UC 4:1 - CASG Paris – ASSB Oignies 1:2 - OGC Nizza – FC Bischwiller 07 4:2 n. V. - US Tourcoing – ES Hayange 3:1 - FC Sète – CO Saint-Fons 4:0 - Red Star Olympique Paris – JS Desvres 5:0 - FC Rouen – USO Bruay 1:0 - Drapeau Fougères – CA Paris 3:5 - ES Juvisy – Excelsior AC Roubaix 1:2 - Stade Français Paris – SC Victor Hugo Marseille 14:1 - FC Mont-de-Marsan – Racing Club de France 2:4 - Racing Roubaix – US Quevilly 4:0 - FC Sochaux – SSR Petite Rosselle 4:1 - SO de l’Est – SC Nîmes 0:4 |

## Sechzehntelfinale
Spiele am 10. Januar 1932
| - Olympique Lille – US Tourcoing 3:1 - Iris Club Lillois – CA Paris 2:1 - Le Havre AC – ASSB Oignies 5:0 - AS Cannes – FC Mulhouse 1893 2:1 - SA Girondins Bordeaux – USA Clichy 1:0 - US Belfort – Stade Français Paris 3:2 n. V. - AC Amiens – SO Montpellier 3:2 - US Saint-Servan – Olympique Marseille 1:0 | - OGC Nizza – ES Bully 1:0 - FC Sète – SC Nîmes 2:1 - Red Star Olympique Paris – US Annemasse 5:0 - FC Rouen – FC Lorient 4:0 - Excelsior AC Roubaix – US Boulogne 5:1 - Racing Club de France – Club Français Paris 4:3 - Racing Roubaix – RC Lens 5:1 - FC Sochaux – Olympique Alès 3:2 |

## Achtelfinale
Spiele am 7. Februar 1932
| - Olympique Lille – SA Girondins Bordeaux 1:0 - Iris Club Lillois – FC Sète 2:1 - Le Havre AC – Excelsior AC Roubaix 2:1 n. V. - AS Cannes – US Belfort 7:1 | - OGC Nizza – AC Amiens 6:4 - FC Rouen – US Saint-Servan 5:0 - Racing Club de France – FC Sochaux 2:1 - Racing Roubaix – Red Star Olympique Paris 3:0 |

## Viertelfinale
Spiele am 6., Wiederholungsmatch am 13. März 1932
| - AS Cannes – Olympique Lille 2:0 - OGC Nizza – Iris Club Lillois 3:1 | - Racing Club de France – Le Havre AC 0:0 n. V., 4:2 - Racing Roubaix – FC Rouen 3:1 |

## Halbfinale
Spiele am 3. April 1932
| - AS Cannes – Racing Club de France 1:0 | - Racing Roubaix – OGC Nizza 3:0 |

## Finale
Spiel am 24. April 1932 im Stade Olympique Yves-du-Manoir in Colombes vor 36.143 Zuschauern
- AS Cannes – Racing Roubaix 1:0 (0:0)

### Mannschaftsaufstellungen
Auswechslungen waren damals nicht möglich; einen fest angestellten Trainer hatten die meisten Vereine seinerzeit noch nicht.
AS Cannes: Francis Roux – Maurice Tourniaire, Jean Vigouroux – Joseph Beraudo, Stanley Hillier, Louis Clerc  – Raoul Dutheil, William Aitken, Charles Bardot, Pierre Fecchino, Marius Besson
RC Roubaix: François Encontre – Jules Cottenier, Eugène Mathoré – Marcel Lechanteux, Georges Verriest, Émile Kramarik – William Hewitt , Ernest Depoers, Edmond Leveugle, Jules Cossement, Gonce
Schiedsrichter: Louis Raguin (Paris)

### Tore
1:0 Clerc (83.)

### Besondere Vorkommnisse
Das Tor des Tages in einem – wie der dreifache Pokalsieger und Journalist Lucien Gamblin in L’Auto schrieb – „verrückten, leidenschaftlichen, hitzigen und streckenweise brutalen Spiel“ fiel, als Cannes nur noch neun einsatzfähige Spieler auf dem Feld hatte. Bardot und Hillier befanden sich verletzt an der Seitenlinie.